# WarnerMedia
A WarnerMedia (korábbi nevén TimeWarner) az AT&T tulajdonában lévő  szórakoztatóipari-, és médiakonglomerátum, a világ egyik legnagyobb médiavállalata, amely a Time Inc. és a Warner Communications 1990-es egyesülésével jött létre, akkor még TimeWarner néven. Tevékenysége kiterjed a filmgyártásra, a tv-csatornák üzemeltetésére, a kiadásra, az internetes szolgáltatásra és a telekommunikációra. Leányvállalatai közé tartozik többek között az HBO, a New Line Cinema, a Time Inc., a Warner Bros. Entertainment, a CNN, a Cartoon Network, a Turner Broadcasting System és a DC Comics.

## Története
A Warner Communications-t 1972-ben alapították, miután a Kinney National Company egy pénzügyi botrányt követően leválasztotta a szórakoztatóiparhoz nem köthető tevékenységeit.
Ez volt a Warner Bros. Pictures és a Warner Music Group anyavállalata az 1970-es és 1980-as években. Tulajdonában állt a DC Comics és a Mad magazin is a Garden State National Bank többségi részesedésével együtt (utóbbit versenyjogi okok miatt végül el kellett adnia).
A Warner kezdetben komoly profitot, majd veszteségeket könyvelhetett el az általa 1976 és 1984 között birtokolt Atari-n. Nolan Bushnell 1976-ban kb. 30 millió dollárért adta el cégét. Az Atari a Warner részeként érte el legnagyobb sikereit, 2600-as játékkonzolok és számítógépek millióit adták el. A Warner bevételeinek harmadát hozta és a leggyorsabban növekvő amerikai cég volt ezekben az időkben.
Az 1970-es években a Warner Steve Ross vezetésével terjeszkedett, Warner-Amex Satellite Entertainment néven közös vállalatot hozott létre az American Express céggel, mely kábelcsatornákat üzemeltetett, többek között az MTV-t és a Nickelodeon-t. 1984-ben a Warner kivásárolta az American Express-t, majd a céget eladta a Viacom-nak, mely átkeresztelte azt MTV Networks-re.
1983 februárjában a Warner a baseball felé fordult, 10 millió dollárért megvásárolta a Pittsburgh Pirates 48%-át. Majd hat millió dollárnyi veszteséget elkönyvelve 1984 novemberében eladta a részvényeket.
Az észak-amerikai videojátékpiac 1983-as összeomlása következtében 1984-ben a cég eladta az Atari egy részét Jack Tramielnek. A pénzérmével működő automaták részlegét megtartották és átnevezték Atari Games-re. Ezt eladták a Namcónak 1985-ben, majd 1994-ben visszavásárolták. Ekkor már Time-Warner Interactive néven adták el 1996-ban a Midway Games-nek.
1987-ben jelentették be, hogy a Warner Communications és a Time Inc. összeolvadnak. Az üzlet 1989-es lezárása előtt kivásárolták a Lorimar-Telepictures vállalatot. 1990-ben végül az egyesült cégcsoportot elnevezték Time Warnernek.
A Time Warner tulajdonában állt már a Six Flags Theme Parks Inc. szórakoztatóparkokat üzemeltető lánc is az 1990-es években. 1998. április 1-jén az összes parkot és ingatlant eladta az oklahomai központú Premier Parksnak.
2000-ben egy új céget hoztak létre AOL Time Warner néven, amikor az AOL megvásárolta a Time Warnert 164 milliárd dollár értékben. Az AOL részvényesei birtokolták a cég 55%-át, a Time Warner részvényesei a 45%-át. Ez azt jelenti, hogy a jóval kisebb AOL kivásárolta az utóbbi céget.
2009. május 28-án a Time Warner bejelentette, hogy az AOL leválik a cégcsoportról és egy független, a tőzsdére bevezetendő társaságként folytatja tovább.
2018-ban az AT&T felvásárolta a cégcsoportot, és WarnerMediára keresztelte át. A felvásárlással az AT&T vált a világ legnagyobb szórakoztató- és médiaipari konglomerátumává, maga mögött hagyva az évtizedek óta első helyen lévő Walt Disney Companyt.

## Magyarországi érdekeltségei
A WarnerMedia két irodát üzemeltet Budapesten, melyek magyarországi televíziós csatornáiért felelnek. A magyarországi televíziós piacon lokalizált Cartoon Network, Cartoonito, Cinemax, Cinemax 2, HBO, HBO 2 és HBO 3 csatornáival van jelen. Előbbi kettőt Londonból sugározza, ezekért a Turner Broadcasting System magyarországi irodája felel. Az utóbbi öt csatorna üzemeltetése már Budapestről történik, az európai HBO-szolgáltatások székhelye is itt található. Budapestről sugározzák a cseh, lengyel, román, bolgár, horvát, szlovén, szerb és macedón nyelvű adásváltozatokat is. Emellett ezeken a nyelveken és magyarul is elérhető az HBO Max elnevezésű streaming szolgáltatás, amely a régió legnépszerűbb ilyen típusú szolgáltatástípusa.

## További információ
- Honlap Archiválva 2020. május 23-i dátummal a Wayback Machine-ben